# 惲毓齡
惲毓齡（1857年—1936年），字季申，号灵蘐、灵萱，一号介骞、又号野悉蜜花馆主。江苏武进人，清朝及中华民国官员、书法家。

## 生平
光绪四年戊寅举人，光绪十五年考取中书，截取同知，不久以知府分发安徽省，署安徽安庆府知府、晋道员。辛亥革命后，退隐家乡。1914年5月7日，到任肃政厅肃政史，7月23日辞职。
惲毓齡工书善诗，书宗欧阳询。藏书十分丰富。

## 家庭
- 父：恽祖贻，清朝浙江兵备道。[3]
- 子：恽公樾[3]